# بورصة شنتشن

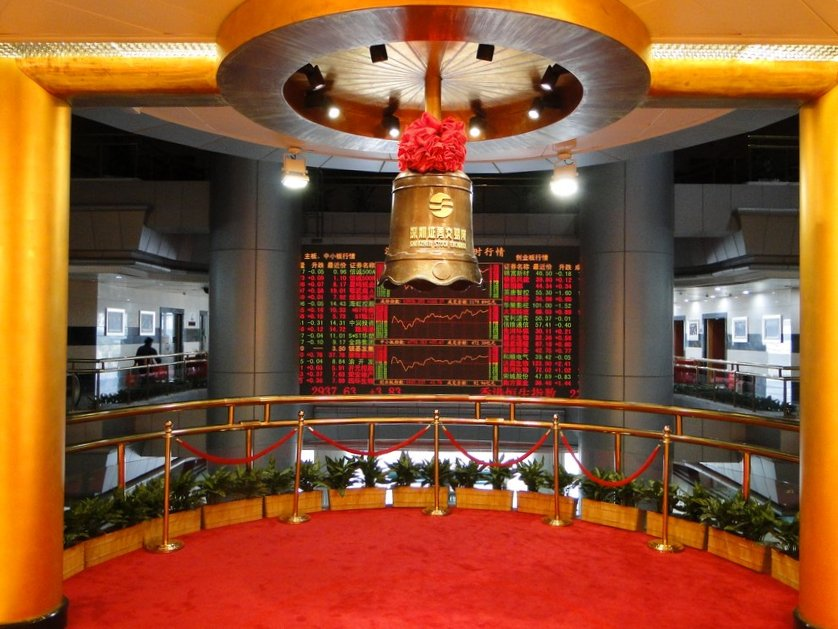
بورصة شنتشن (الرؤية الداخلية)

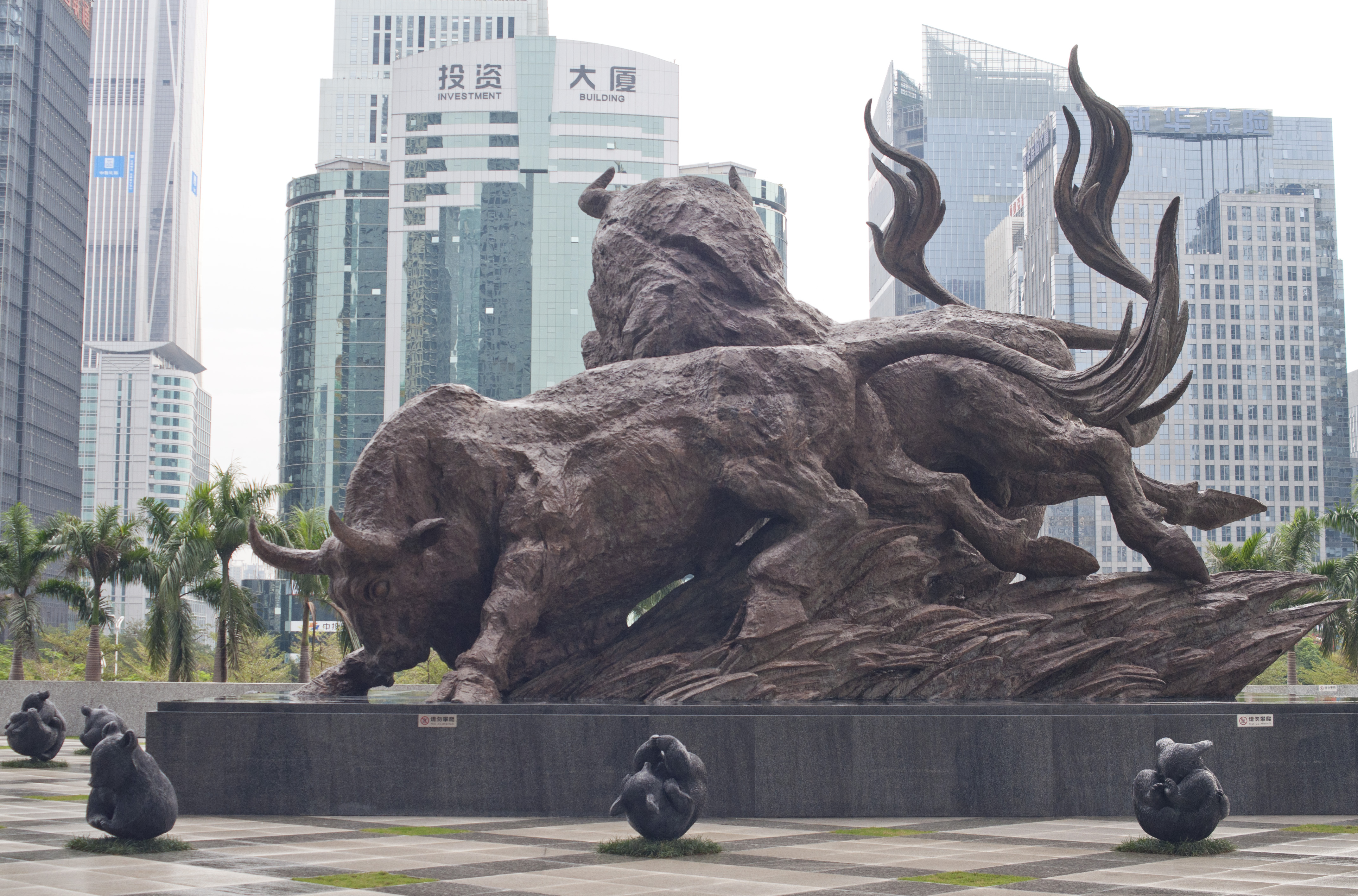
نحت أمام بورصة شنتشن

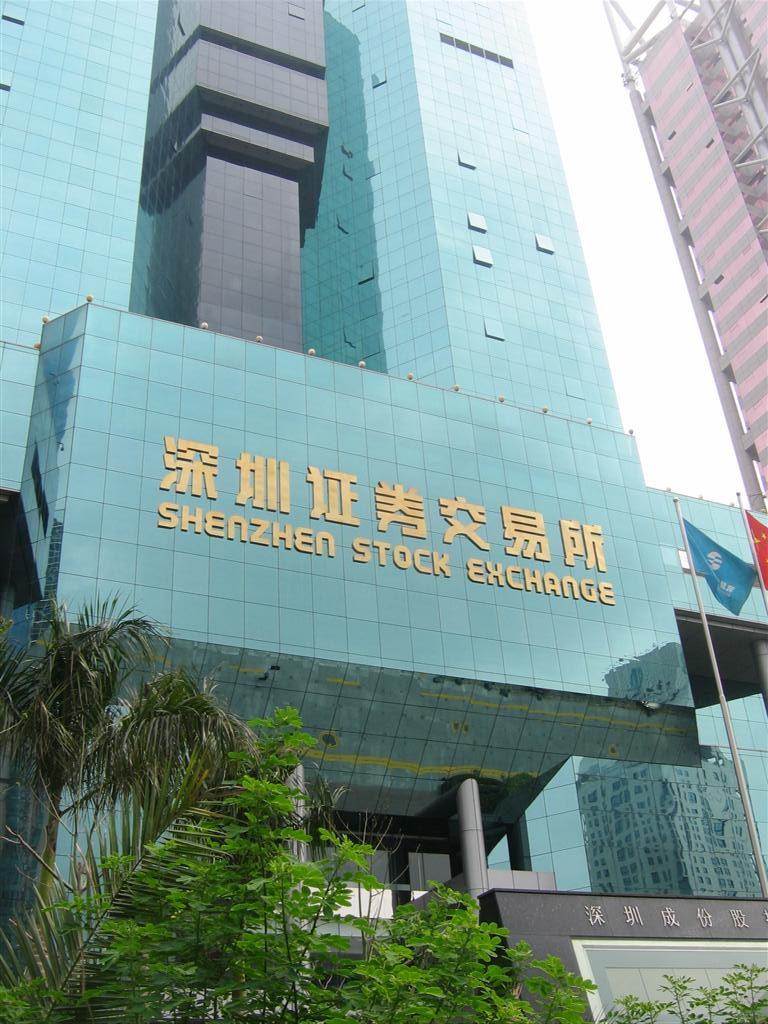
الموقع السابق لبورصة شنتشن

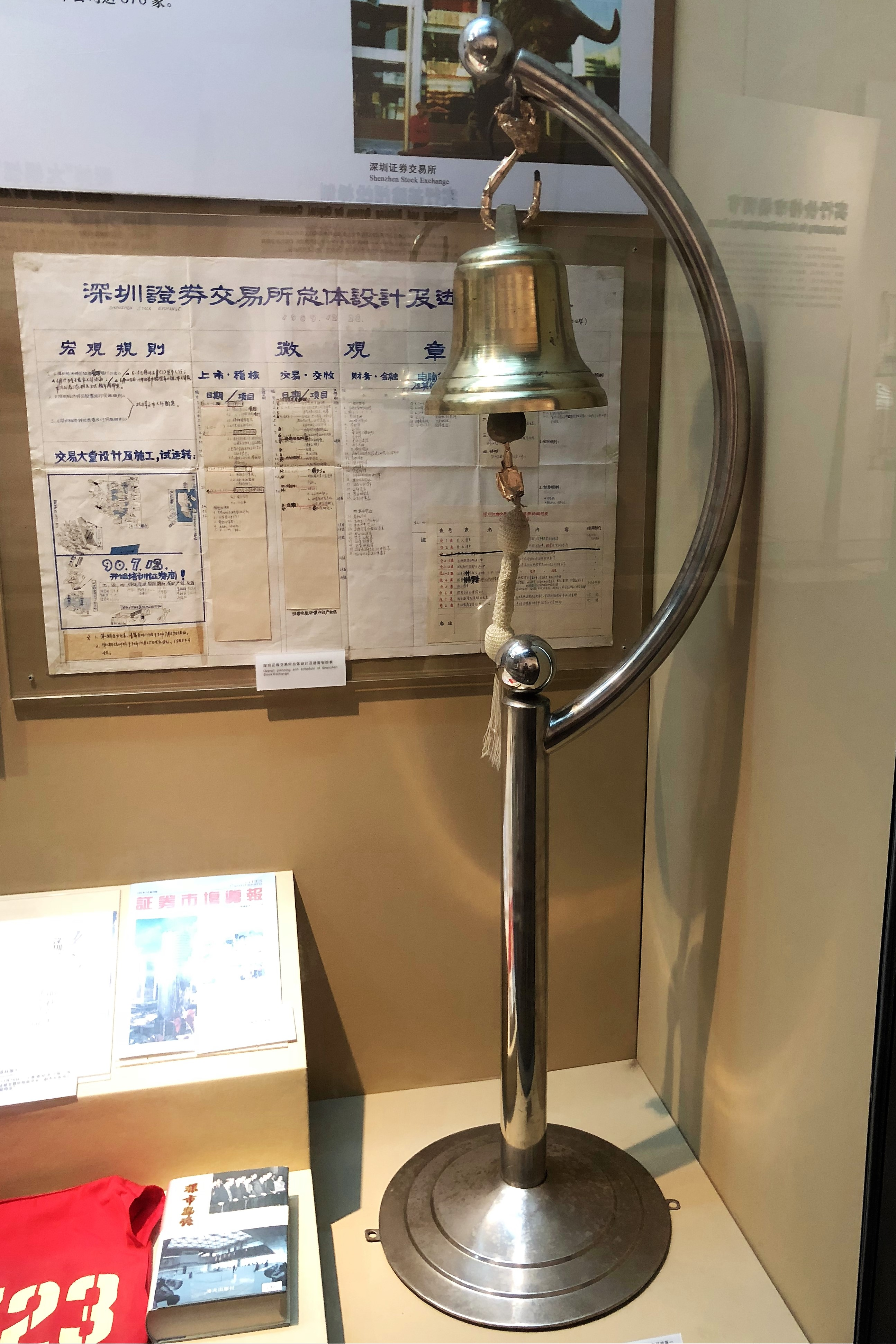
في 22 نوفمبر 1990 ، رن جرس المعاملات الأول لسوق الأوراق المالية الصينية. هذا هو الجرس الافتتاحي لسوق الأوراق المالية.

بورصة شنتشن أو بورصة شنزين هي بورصة مقرها في مدينة شنتشن بالصين. وهي واحدة من بورصتين تعملان بشكل مستقل في جمهورية الصين الشعبية، والآخرى هي بورصة شنغهاي الكبرى. تقع في حي فوتيان بمدينة شنتشن. بلغت القيمة السوقية للشركات المدرجة في البورصة حوالي 2.285 تريليون دولار أمريكي في عام 2015، وهي ثامن أكبر بورصة في العالم، ورابع أكبر بورصة في شرق آسيا وآسيا.

## الشركات المملوكة للدولة
العديد من الشركات المسجلة في هذا السوق هي فروع لشركات تمتلك فيها الحكومة الصينية حصة مسيطرة.

## روابط خارجية
- بورصة شنتشن الرسمية